# Andrés Gimeno
 Andrés Gimeno Tolaguera  (Barcelona, 1937. augusztus 3. – Barcelona, 2019. október 9.) spanyol hivatásos teniszező. Legnagyobb sikere az 1972-es Roland Garros megnyerése, 36 évesen ő lett a legidősebb egyéni győztes a francia nyílt tenisztornán. Ezenkívül még egy Grand Slam-döntőt játszott: az 1969-es Australian Openen Rod Lavertől kapott ki.

## Grand Slam-döntői

### Győzelmei (1)
| Év   | Helyszín      | Ellenfél a döntőben | Eredmény a döntőben |
| 1972 | Roland Garros | Patrick Proisy      | 4–6, 6–3, 6–1, 6–1  |

### Elvesztett döntői (1)
| Év   | Helyszín        | Ellenfél a döntőben | Eredmény a döntőben |
| 1969 | Australian Open | Rod Laver           | 3–6, 4–6, 5–7       |